# Monster (mangá)
Monster (モンスター, Monsutā, também referido como "Naoki Urasawa's Monster") é uma série de mangá japonesa escrita e ilustrada por Naoki Urasawa. Foi publicada pela Shogakukan na revista Big Comic Original entre 1994 e 2001, com os capítulos sendo compilados em 18 volumes encadernados. A trama gira em torno de Kenzo Tenma, um cirurgião japonês que vive na Alemanha cuja vida é abalada após se ver no caminho de Johan Liebert, um de seus ex-pacientes, que se revela um serial-killer psicótico.
Urasawa mais tarde escreveu e ilustrou o livro Another Monster, uma história detalhando os eventos do mangá a partir do ponto de vista de um repórter investigativo, que foi publicado em 2002. O mangá foi adaptado pela Madhouse em uma série em anime de 74 episódios, que foi ao ar pela Nippon TV de abril de 2004 a setembro de 2005. Foi dirigida por Masayuki Kojima, escrita por Tatsuhiko Urahata e com desenho de personagens de Kitarō Kōsaka. Monster foi aclamado pela crítica, com o mangá ganhando vários prêmios e o anime sendo considerado um dos melhores de sua década.
Anunciado em dezembro de 2011, o mangá foi publicado em formato tankōbon pela editora Panini entre junho de 2012 e abril de 2015 no Brasil, compilando os 18 volumes originais. Em 2019, o mangá foi relançado em formato de luxo (kanzenban) pela Panini, sendo anunciado em outubro e com publicação inicial em dezembro do mesmo ano, este formato compila 9 volumes.

## Sinopse
A história inicia-se com uma citação do livro bíblico do Apocalipse, mais propriamente os versículos 1 a 4 do Capítulo 13:
Vi, então, levantar-se do mar uma Fera que tinha dez chifres e sete cabeças; sobre os chifres, dez diademas; e nas suas cabeças, nomes blasfematórios. A Fera que eu vi era semelhante a uma pantera: os pés como os de urso e as faces como as de leão. Deu-lhe o Dragão o seu poder, o seu trono e a sua autoridade. Uma das suas cabeças estava como que ferida de morte, mas essa ferida de morte fora curada. E todos, pasmados de admiração, seguiram a Fera e prostaram-se diante do Dragão, porque dera o seu prestígio à Fera, e prostaram-se igualmente diante da Fera, dizendo: “Quem é semelhante Fera e quem poderá lutar com ela?”
A passagem bíblica refere-se à chegada do Anticristo, comparável na série ao principal vilão, Johan. O seu significado torna-se mais claro ao longo da série.
Esta começa em 1986, e acompanha Kenzou Tenma, um excelente neurocirurgião japonês que trabalha no Hospital Memorial Eisler de Dusseldorf. Tenma é o melhor cirurgião do hospital, motivo de ser sempre chamado para realizar operações em pessoas importantes. O seu futuro parece radiante: é um dos favoritos do diretor do hospital, respeitado por todos os colegas, tem prometida uma promoção, namora com a filha do director (Eva Heinemann) e é adorado pelos pacientes a quem salvou a vida.
A mudança na vida de Tenma começa quando uma mulher turca o agride porque o seu marido não foi operado por ele e veio a falecer. Tal aconteceu porque a política do hospital decretou que Tenma deveria operar outro paciente, considerado uma personalidade de destaque. É então que Tenma se começa a aperceber de que o hospital onde trabalha privilegia os pacientes com maior relevância pública ou posses económicas. Isto é algo com que discorda e que o revolta, pois, para ele, todas as vidas humanas são iguais.
Certa noite, chegam ao hospital dois irmãos gémeos em estado grave, Johan Liebert, um garoto com uma bala na cabeça, e sua irmã Anna Liebert. As crianças eram os únicos sobreviventes de um massacre que tinha vitimado os pais. Quando Tenma está para começar a cirurgia de Johan, o prefeito da cidade aparece no hospital, beirando a morte. Os superiores de Tenma dão-lhe ordens para deixar o menino e começar a operar o político, mas a sua ética pessoal, contrariando a ética do hospital, o obriga a continuar com Johan, que acaba sobrevivendo, e a deixar o político para outro médico, que por infortúnio não conclui a cirurgia com êxito.
Esta sucessão de eventos destrói a vida de Tenma, embora o médico tenha agido de acordo com os seus valores. De imediato, perde a promoção prometida ao posto de direção na área de neurocirurgia e os superiores declaram-lhe que a sua progressão na carreira terminou. É afastado dos gémeos, seus pacientes. A sua namorada termina a relação logo que ele perde o apoio do diretor geral. E tanto o director do hospital como a sua ex-namorada insistem na ideia de que a vida das pessoas não é igual, existem seres humanos mais importantes do que outros. Esta é uma teoria com que Tenma não concorda de todo, e sente-se injustiçado por ter perdido todo o seu promissor futuro por causa de pessoas que a defendem.
Uns dias depois, os gémmeos, que até então tinham revelado um comportamento misterioso, desaparecem. E, na mesma altura, morrem alguns médicos que tinham se beneficiado com a decadência de Tenma, entre os quais o pai de Eva, diretor do hospital. A situação dramática leva ao início de uma investigação conjunta da polícia e do BKA, representado pelo Inspector Runge. Tenma é, aparentemente, quem mais lucra com as mortes, pois iria automaticamente receber de volta o seu cargo alto. Torna-se assim o principal suspeito dos crimes, tanto para a polícia como para todos que trabalham no hospital, mas, não havendo nenhuma prova contra ele, o caso é esquecido.
Nesta altura, a série avança nove anos. Tenma é chefe de cirurgia no Eisler Memorial Hospital e, embora viva para trabalhar, sente-se feliz e realizado. Um dia, um criminoso procurado por pequenos furtos e relacionado com o homícidio em série de casais na Alemanha chega ao hospital após ter sido atropelado. Tenma é o médico que o opera, e por isso revê o Inspector Runge, que está a investigar o caso. No decurso da recuperação, o paciente confessa ao Doutor Tenma estar envolvido nos casos de que é acusado, e muito arrependido pelo que fez. Murmura constantemente a palavra "Monstro", sem explicar porquê. Simpatizando com o homem, Tenma decide trazer-lhe um presente numa certa noite, mas depara-se com o policial que o vigiava assassinado e a cama vazia. Devido à semelhança com o caso dos gémeos nove anos antes, Tenma corre atrás do seu paciente até um edíficio abandonado. E é então que para além do criminoso reencontra Johan, o gémeo que operou no passado, agora crescido...
Tenma incide em um encontro inesperado com Johan, que lhe diz ter assassinado aqueles médicos como forma de agradecimento por salvar sua vida. Sempre apático e de tremenda inteligência discursiva, revela-lhe ser um maníaco sutil e que aqueles assassinatos não pesam em sua cabeça. Tenma, já bastante transtornado desde há muito, abate-se mais com essa notícia e passa a carregar a culpa tremenda que Johan desconsidera.
Eva guarda uma prova crucial de que não foi Tenma o assassino, mas também sabe como incriminá-lo. Sua luxúria não deixava transparecer que gostava de Tenma mesmo após deposto, por isso o deixou. A soberbia é imensa, não sabe ser sincera. Agindo assim, nunca conseguiria fazê-lo entender que não é uma mera interesseira; ou melhor, nem tentaria fazê-lo saber esse tipo de coisa. Depois que Tenma torna a ser diretor de neurocirurgia, ela o pressiona constantemente para reatar o relacionamento amoroso. Bastante esclarecido, Tenma resolve não mais se relacionar com pessoas sovinas. Magoada e naturalmente vingativa, Eva resolve incriminá-lo pelos famosos homicídios no hospital e relata umas coisas à polícia. O cirurgião deixa de ser visto como mero suspeito e é tido como criminoso responsável por delitos hediondos.
É prisão ou fuga. Tenma escolhe fugir e resolve encontrar o monstro que ressuscitara, a fim de provar sua inocência, e para resolver os conflitos subjetivos que se formam em sua cabeça por causa da situação tão complicada e absurda a que chega sua vida. Foragido, será perseguido pelo Detetive Lunge, um cara extravagante e demasiado racional que memoriza as coisas por meio de gestos com os dedos. Obcecado pelo caso, já desconfiava bastante de Tenma desde que os assassinatos no hospital eram novidade, mas sempre segue pistas; nunca presume nada como outros o fazem.
A maior parte da história se passa a seguir, enquanto Tenma está foragido. Em sua jornada fugitiva e em procura do volúvel paradeiro de Johan, Tenma conhece indivíduos fantásticos (nas conotações mais clássicas da expressão) e descobre que o buraco é mais em baixo - chega mesmo aos confins mais proibidos no que se refere à história da Alemanha, eventualmente encontrando-se até com um psicólogo que, na segunda guerra, trabalhava com condicionamento de pessoas, desde a nascença delas, a fim de não terem identidade, se tornarem moralmente imunes a tudo, terem total autocontrole de seus valores.

## Mídias

### Anime
O mangá foi adaptado para anime pela Madhouse, o qual foi ao ar entre 7 de abril de 2004 e 28 de setembro de 2005 na Nippon TV. Dirigido por Masayuki Kojima e escrito por Tatsuhiko Urahata, possui designs de personagens feitos por Kitarō Kōsaka, animador de longa-data do Studio Ghibli, que foram adaptados para o anime por Shigeru Fujita.
O anime inclui um tema instrumental do grupo folk chileno Quilapayún, "Transiente", que originalmente pertence ao álbum Tralalí Tralalá, de 1984. David Sylvian foi encarregado de escrever o tema de encerramento, "For the Love of Life", em colaboração com Haishima Kuniaki. Nas notas da capa da trilha-sonora oficial ele diz, "Eu fui atraído por Monster pelo dilema moral encarado por seu personagem central. A atmosfera calma da música dando lugar a uma corrente obscura, significando a consciência do protagonista e os temas de moralidade, destino, resignação, e livre-arbítrio.".

#### Música
Abertura
- "GRAIN", de Kuniaki Haishima

Encerramentos
- "for the love of life", de David Sylvian (episódios 01-33)
- "Make It Home", de Fujiko Heming (episódios 34-74)

### Adaptações em live-action
A New Line Cinema adquiriu os direitos para uma adaptação em live-action de Monster. O roteirista indicado ao Oscar Josh Olson (A History of Violence) foi encarregado para escrever o roteiro. Apesar de o estúdio ter anunciado o lançamento para 2009, o projeto acabou sendo engavetado.
Em 2013, foi revelado que Guillermo del Toro e a HBO estavam planejando um episódio piloto para uma série live-action de Monster. O co-produtor executivo de Doctor Who e Sherlock, Stephen Thompson, estava escrevendo o piloto, enquanto del Toro dirigiria e seria o produtor executivo junto com Don Murphy e Susan Montford. Em 2015, del Toro contou ao Latino-Review que a HBO havia abandonado o projeto e que estavam em processo de trocá-lo de estúdio.

## Personagens

### Principais
| Dr. Kenzo Tenma |  |  |  |  |
| - Característica: Tenma é o protagonista da série, um prodígio neurocirurgião japonês que vive na Alemanha. Fortemente ligado aos seus valores humanos, colocando a vida alheia sempre acima de sua própria. - Personalidade INFJ: Idealistas quietos e místicos, porem muito inspiradores e incansáveis.                                                                                         |  |  |  |  |
| |  |  |  |  |
| Johan Liebert |  |  |  |  |
| - Característica: Johan é o antagonista da série conhecido como "O Monstro", quando tinha 10 anos de idade foi salvo por Dr. Tenma, e depois disso seguiu seu plano de assassinatos até a idade adulta.Johan e portador de transtorno de personalidade antissocial. - Personalidade INFJ: Idealistas quietos e místicos, porem muito inspiradores e incansáveis.                                  |  |  |  |  |
| |  |  |  |  |
| Anna Liebert / Nina Fortner |  |  |  |  |
| - Característica: Irmã gêmea de Johan, perde suas memórias de infância e com o passar do tempo, e com as revelações da história, volta a se lembrar e tenta deter seu irmão. - Personalidade ENFJ: Líderes inspiradores e carismáticos, que conseguem hipnotizar sua audiência. |  |  |  |  |
| |  |  |  |  |
| Detetive Heinrich Lunge |  |  |  |  |
| - Característica: Lunge é um detetive da BKA alemã, é o principal encarregado com o caso do Dr. Tenma. Homem de personalidade forte, não aceita cometer falhas.. - Personalidade ISTJ: Indivíduos práticos e extremamente confiáveis. |  |  |  |  |
| |  |  |  |  |
| Dieter |  |  |  |  |
| - Característica: Cuidado pelo Sr. Hartmann, um remanescente de Kinderheim 511, era treinado pra ser a continuação das experiências do orfanato, mas foi salvo dos abusos do Sr. Hartmann por Dr. Tenma, pelo qual desenvolvou grande simpatia. - Personalidade desconhecida |  |  |  |  |
| |  |  |  |  |
| Eva Heinemann |  |  |  |  |
| - Caracteristica: Noiva de Tenma e filha do diretor do hospital. Coloca a culpa de sua vida arruinada em Tenma, por ele ter a deixado para partir à sua busca por Johan. Está constantemnte bêbada e demonstra forte antipatia e carência ao mesmo tempo. - Personalidade ESFJ: Pessoas extraordinariamente atenciosas, sociáveis, sempre prontas para ajudar.                                    |  |  |  |  |
| |  |  |  |  |
| Dr. Rudy Gillen |  |  |  |  |
| - Característica: É um psicólogo criminal que estudou na mesma universidade que Dr. Tenma, está constantemente trocando respostas com Dr. Reichwein. Está elaborando uma tese sobre o caso de Johan Liebert. - Personalidade ENTP: Pensadores espertos e curiosos que não resistem ao um desafio intelectual.                                                                                     |  |  |  |  |
| |  |  |  |  |
| Dr. Julius Reichwein |  |  |  |  |
| - Caracteristica: É um psicólogo, e professor de medicina na universidade de Düsseldorf. Foi professor de Tenma e Gillen na universidade e uniu-se aos dois para desvendar o caso de Johan. - Personalidade desconhecida: |  |  |  |  |
| |  |  |  |  |
| Wolfgang Grimmer |  |  |  |  |
| - Característica: É um sobrevivente de Kinderheim 551, foi treinado para ser um espião e viaja ao redor da Alemanha como um jornalista com o objetivo de reunir informações sobre seu passado. - Personalidade ENFP: Espíritos livres,criativos, sociáveis e entusiasmáticos, sempre encontrando uma razão para sorrir.                                                                           |  |  |  |  |
| |  |  |  |  |
| Franz Bonaparta / Klaus Poppe / Emil Sebe / Helmuth Voss |  |  |  |  |
| - Característica: É o major que orquestrou o maior mistério da série. Ele é um psiquiatra-neurocirurgião e autor de livros ilustrados para crianças. Trabalhou para a polícia secreta da Tchecoslováquia conduzindo experimentos a respeito da personalidade de crianças na Mansão da Rosa Vermelha. - Personalidade INFJ: Idealistas quietos e místicos, porem muito inspiradores e incansáveis. |  |  |  |  |
| |  |  |  |  |

### Secundários
- Diretor Heinemann: Pai de Eva Heinemann, diretor do hospital e homem pelo qual fez Tenma se questionar de seu verdadeiro objetivo em ser um médico.
- Dr. Becker: Colega de trabalho de Tenma que está constantemente lhe propondo para deixar um pouco seu trabalho e sair arrumar uma namorada.
- "Baby": Líder da organização neo-nazista na Alemanha, Baby apenas conhecido por esse apelido, convida Johan para se tornar "o próximo Führer", e tem laços com a organização secreta de Peter Chapek, Helmut Wolf e Gunther Goedelitz.
- Adolf Heinhart / Roberto: Principal subordinado de Johan, no qual desenvolve uma grande admiração pelo mesmo.
- Karl Neuman: É um estudante da universidade de Munique. Filho da prostituta Margot Langer, Karl passou a maior parte de sua vida em famílias adotivas, até  começar a ser voluntário para ir ler histórias ao ricaço Hans Georg Schuwald e descobre que ele é seu pai. Consegue provar seu parentesco com a ajuda de Johan.
- Lotte Frank: Amiga de Karl e Nina, garota dedicada aos estudos e sente atração emocional por Karl, no qual o ajuda coletando informações sobre Margot Langer.
- Hans Georg Schuwald: Também conhecido como "O Vampiro de Bayern", é uma figura importante para os negócios financeiros na Bavária. Um dos homens mais ricos da Alemanha, consegue controlar a economia do país inteiro sozinho.
- Helenka Novakova / Margot Langer: Mãe de Karl, e amante de Hans Georg Schuwald. Era a melhor amiga da mãe Johan e Anna, na qual atravessaram juntas a fronteira da Tchecoslováquia até a Alemanha.
- General Helmut Wolf: Uma das únicas pessoas que assistiu Johan crescer sem ser morto por ele. Tentou moldar a personalidade de Johan para tal se tornar o novo "o próximo Führer".
- Richard Braun: É um detetive que está combatendo seu vício em bebidas alcoólicas através da terapia do Dr. Reichwein. Ele investiga o suícidio de um jovem que estava se passando por filho do Sr. Schuwald, e acaba descobrindo pistas importantes para o caso dos assassinatos na Alemanha que foram orquestrados por Johan, também descobre a verdade por trás de Johan.
- Christoph Sievernich: Conhecido como o discípulo de Johan, por ter sobrevivido ao Kinherheim 511 junto com Johan, no qual lhe falou de seu plano.
- Detetive Jan Suk: É um detetive que trabalha para a polícia de Praga. Tenta ajudar Dr. Tenma e Grimmer a provar a inocência de Tenma.
- Peter Čhapek: Um dos principais membros da organização que está tentando conduzir Johan a se tornar o novo líder do mundo. Foi um dos principais membros da Mansão da Rosa Vermelha e braço direito de Franz Bonaparta.

## Prêmios e indicações
| Ano  | Prêmio       | Categoria               | Indicação | Resultado | Ref    |
| ---- | ------------ | ----------------------- | --------- | --------- | ------ |
| 2007 | Eisner Award | Melhor Série Continuada | Monster   | Indicado  | [ 12 ] |
| 2008 | Eisner Award | Melhor Série Continuada | Monster   | Indicado  | [ 13 ] |
| 2009 | Eisner Award | Melhor Série Continuada | Monster   | Indicado  | [ 14 ] |